# Widełki heretyków

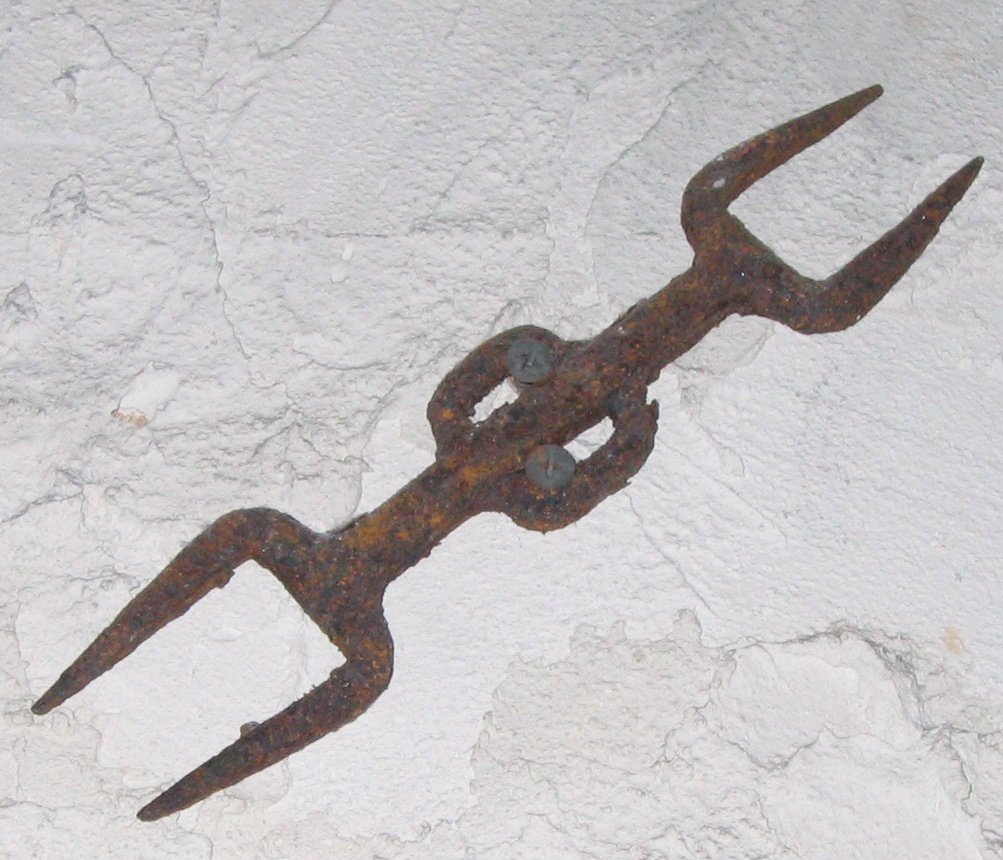
(Na zdjęciu brakuje skórzanego paska na szyję ofiary)

Widełki heretyków – narzędzie tortur, solidnie umocowane na szyi ofiary za pomocą mocnej skórzanej opaski, wywoływało silne bóle powodowane bezpośrednio przez cztery ostrza wbijające się w podbródek i tors torturowanego przy każdym jego poruszeniu się. Pozwalało to na szybkie uzyskanie przyznania się do winy. Ten typ widełek używany był najczęściej przy przesłuchiwaniu osób podejrzanych o herezję, czary czy też przestępstwa pospolite.